# Lubrín
Lubrín és una localitat de la província d'Almeria, Andalusia. L'any 2005 tenia 1.670 habitants. La seva extensió superficial és de 138 km² i té una densitat de 12,1 hab/km². Les seves coordenades geogràfiques són 37° 13′ N, 2° 04′ O. Està situada a una altitud de 510 metres i a 72 quilòmetres de la capital de la província, Almeria.

## Divisió interna
Es divideix, entre d'altres, en els nuclis de població de Lubrín, La Rambla Aljibe, El Marchal de Lubrín, El Pilar de Lubrín, El Chive, El Pocico, La Alcarria de Lubrín i El Saetí.

## Demografia
| 1996  | 1998  | 1999  | 2000  | 2001  | 2002  | 2003  | 2004  | 2005  |
| ----- | ----- | ----- | ----- | ----- | ----- | ----- | ----- | ----- |
| 1.823 | 1.780 | 1.771 | 1.707 | 1.673 | 1.635 | 1.636 | 1.667 | 1.670 |